# Xysticus sansan
Xysticus sansan is een spinnensoort uit de familie van de krabspinnen (Thomisidae).
De wetenschappelijke naam van de soort werd in 2007 gepubliceerd door Gershom Levy.